# Глушко, Владимир Анатольевич
Влади́мир Анато́льевич Глушко́ (также известный как «Биг», Big, Bigus, род. 7 апреля 1978, Жуковский, Московская область) — российский перкуссионист, композитор. Основатель и лидер музыкальных проектов Bigateque и Personal EXIT. Постоянный участник коллективов EXIT Project, «Ансамбль Московских Композиторов», «Лакоча», сотрудничество с Folkbeat, «Лукерья и дети», «Буготак», «Хлам», Alissid Jazz, с Николаем Рубановым, Андреем Сучилиным, Джейсоном Уэбли, Амандой Палмер, Ивой Биттовой, Уильямом Паркером и многими другими.

## Биография
Владимир Глушко родился в 1978 году в подмосковном городе Жуковский. 
Учился в школе № 10, в детстве в течение 7 лет занимался на скрипке. Затем, в 2002—2005 годах обучался в частном Московском колледже импровизационной музыки на отделении ударных инструментов. С 2004 года занимается преподаванием музыки. Долгое время сотрудничал с Центроспасом. 
С начала 2010 годов работает в ДК города Жуковский и в московском «Театриуме на Серпуховке».

### Bigateque
Проект Bigateque был образован в 2016 году Владимиром Глушко, Антоном Силаевым (труба, терменвокс, электроника), Владимиром Кисляковым (бас-гитара), Александром Соколовым (клавишные), Олегом Маряхиным (саксофон), Еленой Фольк (флейта) и звукорежиссёром Арсеном Степаняном.
Первый концерт группы в московском клубе «Архив», состоявшийся 10 марта 2016 года, был издан в виде альбома Apxuv 10 03.16. Пластинка получила благожелательные отзывы критиков. Музыкальный обозреватель Гуру Кен поставил альбому 9,5 баллов из 10, назвав его единственным и очень условным недостатком отсутствие сквозной темы.

В проекте «Бига» все плавно перетекает из всего: скандинавский холодный джаз, побулькивающая электроника, упорно вихрящийся психоделический прог-рок, фри-джаз, подвывающий терменвокс, даже нечто салонное. А ещё очень много воздуха. Из воздуха всплывают призрачные покряхтывания клавиш в тумане, возникает и исчезает пульс баса, проявляется мелодия трубы и неожиданно растворяется, как сахар в чае. Работа же самого «Бига» больше напоминает шумы в киномузыке, настолько филигранна.
Можно, конечно, сравнивать этот альбом с Кейджем или ещё чем угодно, но мне ближе сравнение с мультиком «Ёжик в тумане». По этому альбому можно снимать «Ёжик в тумане-2», настолько он до мозга костей кинематографичен и гибок. Умен и ненавязчив.
— Гуру Кен
Рецензент издания InRock Иван Розмаинский выставил альбому 8 баллов из 10, отметив что пластинка основана на интуиции музыкантов-импровизаторов, «очень приятна, вкрадчива и ненавязчива». Отмечая атмосферность и «красоты» дебютной работы Bigateque, высокий профессионализм всех участников записи, комментатор не обнаруживает в ней особой глубины. Она «просто погружает слушателя в некую обволакивающую атмосферу, то ли ночного города, отдыхающего от дневной суеты, то ли джазового кафе».
Критик Владимир Импалер отмечает дуэт саксофона Олега Маряхина и флейты Елены Фольк, а также тот факт, что музыка Bigateque во многом восходит к предыдущему проекту Владимира Глушко — Personal EXIT, а по большому счёту и к звучанию EXIT Project, со значительно большей долей импровизационности и добавлением фолковых интонаций.
В 2017 году вышла вторая пластинка коллектива — Jericho.

## Избранная дискография
Bigateque
- 2017 — Jericho (feat. Barabás Lőrinc)
- 2016 — Apxuv 10 03.16

Лакоча
- «Стани Яно» (2016)
- «Лакоча» (2012)

Personal EXIT
- Третья инкарнация
- Вторая инкарнация
- 2007 — Первая инкарнация

EXIT Project
- Color Splashes v2 (Digital 2015)
- Color Splashes v1 (CD 2014)
- The Past is the Future (Digital 2014)
- Сон Через Мост (CD, 3plet 2012)[5] (Digital, 3plet 2014 издано в свободный доступ и распространение в сети интернет под лицензией Creative Commons)
- Mystery Journey of Girl with her Death (CD 2007, Digital, 3plet 2014 издано в свободный доступ и распространение в сети интернет под лицензией Creative Commons)
- Hack The World (CD 2005, издано в свободный доступ и распространение в сети интернет под лицензией Creative Commons)
- Live Electricity (2002, CD Land Records) (Digital, издано в свободный доступ и распространение в сети интернет под лицензией Creative Commons)